# 逃げ去る恋
『逃げ去る恋』（にげさるこい、原題: L'Amour en fuite）は、フランソワ・トリュフォーの監督による、1979年のフランスの長編映画である。「アントワーヌ・ドワネルの冒険」5作目。『大人は判ってくれない』から20年後、シリーズの総集編である。

フランソワ・トリュフォーとクロード・ジャド (逃げ去る恋のプレミアで)

トリュフォーは前作の『家庭』でシリーズを終わらせたつもりだったのだが、デンマークのある映画館で前4作を連続上映したところ、大好評を博したという話を聞いて本作の構想を得た。現在のシーンと回想シーンとをパッチワークのようにつなぎ合わせた実験的な映画。
回想シーンと現在のシーンで年代に開きがある場合、それぞれのシーンは違う役者が演技するのが一般的であるが、20年前の回想シーンに登場する子どもから現在に至るまで全て同一人物というのは他に類を見ない。20年間撮り続けたシリーズものならではの演出である。

## ストーリー
今は印刷所に勤めているアントワーヌは、働きながら自伝的な恋愛小説を出版している。レコード店に勤めるサビーヌと付き合う一方で、別居していた妻クリスチーヌとはフランス初の協議離婚をする。音楽学院の合宿に行く息子のアルフォンスを駅まで送りにいったとき、アントワーヌの初恋の相手コレットに再会する。

## キャスト
- アントワーヌ・ドワネル：ジャン＝ピエール・レオ
- クリスチーヌ・ダルボン：クロード・ジャド
- コレット：マリー＝フランス・ピジェ
- リリアーヌ：ダニ
- サビーヌ：ドロテ
- グザヴィエ：ダニエル・メズギッシュ

## 解説
- コレットが出張に行くのは『暗くなるまでこの恋を』のエクス＝アン＝プロヴァンス。
- 映画館で上映中の映画は『私のように美しい娘』。
- ダニ演ずるリリアーヌは『アメリカの夜』から再登場。『アメリカの夜』でリリアーヌに振られる男はジャン＝ピエール・レオ演ずるアルフォンスだが、アントワーヌの息子の名前もアルフォンスになっている。
- アントワーヌがコレットを追って飛び乗った列車の中のシーンは、アルフレッド・ヒッチコック監督の『北北西に進路を取れ』、特急列車を警報装置で止めて降りるシーンは『三十九夜』のパロディー。
- アントワーヌの新しい小説の題名「悪童（サル・ゴッス）の写本」はヴォイチェク・ハス監督のポーランド映画『サラゴッサの写本』をもじったもの。
- リリアーヌとクリスチーヌが一緒に描くポスターはエリック・ロメール監督の『聖杯伝説』。この映画の撮影監督も本作同様アルメンドロスだったのだが、興行的には失敗だった。
- クリスチーヌのセリフ「紙で鼻をかむのはまっぴら」は『夜霧の恋人たち』と『家庭』でのアントワーヌのセリフと同じ。
- ラストでの試聴室に入っていくカップルはリシャール・カナヤン夫妻。リシャール・カナヤンは『ピアニストを撃て』のシャルル・アズナヴールの弟役、『大人は判ってくれない』では教室でノートを破り捨てていく少年の役を演じた。